# كهوف الصدى
كهوف الصدى (بالأفريقانية: Eggogrotte)‏ هي محموعة كهوف تقع في ليمبوبو، جنوب إفريقيا، تتكون جدرانه من صخور الدولوميت، وتعود إلى العصر ما قبل الكمبري، منذ حوالي 380 مليون سنة، عندما كانت إفريقيا لا تزال جزءًا من غوندوانا، ولذلك فهي تعد من أقدم الكهوف في العالم، وتبعد مسافة 92 كم عن كهوف سودوالا.
يعود سبب التسمية إلى وجود عدد من التجاويف في الكهف، اثنان منها عبارة عن مقرنصات مجوفة تؤدي عند الطرق عليها إلى إحداث أصداء مسموعة في جميع أنحاء الكهوف وحتى خارجها.
يبلغ طول الكهوف مجتمعة أكثر من 40 كم،  وتتوفر جولات سياحية منتظمة لحوالي 2 كم من الأنفاق والحجرات.
استخدم الكهوف كمأوى في القرون الأخيرة من قبل شعب بيدي، حيث عاشوا في ما يسمى اليوم بغرفة شمشون (بسبب أعمدة الحجر الجيري التي ظنوا أنها ما يحمل السقف المنخفض للكهف).

## التاريخ
في القرن التاسع عشر عاش شعب بيدي في الكهوف، واستخدموا الصدى كنظام لتحذير شعبهم من الهجمات التي تشنها القبائل المجاورة، توجد العديد من القطع الأثرية والعظام التي تعود لتلك الفترة تعرض حاليا في متحف الإنسان القريب من الكهوف.
في عام 1923، اكتشف الكهوف مالك مزرعة، تقع بالقرب من أوهريغستاد، حين كان يبحث عن ماشيته، افتتحت الكهوف للعامة في عام 1959 وأصحبت منطقة جذب سياحي.،  في الثمانينيات، عثر على المزيد من الكهوف المغلقة، وحفرت لها مداخل داخل الكهوف الموجودة وخارجها من الجدران.

## السياحة
افتتحت كهوف الصدى كمنطقة جذب سياحي في عام 1959، واعلنت كنصب تذكاري وطني، ودخلت الكهوف الإضافية في الجولات منذ الثمانينيات، وتوجد بعض الغرف التي يصل ارتفاعها إلى 60 مترًا في بعض الأماكن.